# 餅原站
餅原站（日语：／ Mochibaru eki */?）是位於宮崎縣北諸縣郡三股町，九州旅客鐵道（JR九州）的日豐本線車站。車站是由旁邊的小山丘邊沿所開鑿出來的，不過由於附近大都為農地，亦只有車站南端有相對鬆散的民居群，因此使用人數很少。

## 車站構造
本站採用簡易車站模式，開站至今並沒有設有站房，車站入口亦只是在旁邊的馬路上開出了一個位，再通過一段小型的樓梯直達至月台的中央部份。

### 月台
因為為簡易車站，所以只設有側式月台1座，有效長度為6輛，不過向山之口方向約2輛的長度通常都長滿了野草，只有月台邊沿部份仍可見到。列車停靠時，往西都城方向為右側上落；往宮崎方向為左側上落。
月台上中央部份建有一個以組合板搭成的有蓋候車亭，內設有兩張四獨立座椅式的塑膠長櫈。由於使用人數不多，所以並沒有設有簡易式售票機。候車亭旁邊亦建有1座以水泥搭成的密封式儲物室1座。
| 路線      | 上下行 | 方向                                           |
| --------- | ------ | ---------------------------------------------- |
| ■日豐本線 | 下行   | 都城、西都城、鹿兒島中央、經■吉都線往吉松方向  |
| ■日豐本線 | 上行   | 南宮崎、宮崎、宮崎神宮、佐土原、高鍋、延岡方向 |

## 使用狀況
以下為近年1日平均乘車人次。
| 年度   | 1日平均 乘車人次 |
| ------ | ---------------- |
| 1996年 | 24               |
| 1997年 | 18               |
| 1998年 | 15               |
| 1999年 | 14               |
| 2000年 | 12               |
| 2001年 | 16               |
| 2002年 | 22               |
| 2003年 | 25               |
| 2004年 | 31               |
| 2005年 | 30               |
| 2006年 | 32               |
| 2007年 | 37               |
| 2008年 | 35               |
| 2009年 | 31               |
| 2010年 | 31               |
| 2011年 | 27               |
| 2012年 | 22               |
| 2013年 | 26               |
| 2014年 | 23               |
| 2015年 | 24               |

## 歷史
- 1965年4月1日：日本國有鐵道車站啟用[1]。
- 1987年4月1日：隨國鐵分割民營化，車站由九州旅客鐵道（JR九州）營運。
- 2022年4月1日：隨宮崎綜合鐵道事業部改組，並且昇格為宮崎支社（日语：九州旅客鉄道宮崎支社），車站管理權由宮崎支社承繼[3]。

## 相鄰車站
九州旅客鐵道
■日豐本線
■特急「霧島」
通過
■普通
山之口－餅原－三股

## 外部連結
- JR九州餅原站 （页面存档备份，存于）